# Saint-Pierre-de-Manneville
Saint-Pierre-de-Manneville is een gemeente in het Franse departement Seine-Maritime (regio Normandië) en telt 728 inwoners (2005). De plaats maakt deel uit van het arrondissement Rouen.

## Geografie
De oppervlakte van Saint-Pierre-de-Manneville bedraagt 10,3 km², de bevolkingsdichtheid is 70,7 inwoners per km².
De onderstaande kaart toont de ligging van Saint-Pierre-de-Manneville met de belangrijkste infrastructuur en aangrenzende gemeenten.

## Demografie
Onderstaande figuur toont het verloop van het inwonertal (bron: INSEE-tellingen).